# ロッカウェイ・パーク-ビーチ116丁目駅
ロッカウェイ・パーク-ビーチ116丁目駅 （ロッカウェイ・パーク-ビーチ116ちょうめえき、英: Rockaway Park–Beach 116th Street）はニューヨーク市地下鉄INDロッカウェイ線の西端駅で、クイーンズ区ロッカウェイ・ビーチのロッカウェイ・ビーチ・ブールバード近くのビーチ116丁目にある。ロッカウェイ・パーク・シャトルが終日運転されている。また、ラッシュ時にA系統が日に5往復だけ運転されている。

## 歴史
駅はロングアイランド鉄道の駅として1882年に開業した。当初はロッカウェイ・ビーチ駅であり、1899年にロッカウェイ・パーク駅に改称された。1917年に現在地に移転した。
1950年の火災の影響で、1955年10月3日にニューヨークシティ・トランジット・オーソリティはロッカウェイ支線を買収し、1956年6月28日に地下鉄駅として営業を再開した。
駅は2007年に改装されている。

## 駅構造
| P プラットホーム階 | 留置線                                     | 客扱なし                                                                                                |
| P プラットホーム階 | 2番線                                      | 朝ラッシュ：インウッド-207丁目駅行き（ビーチ105丁目駅）→ ブロード・チャンネル駅行き（ビーチ105丁目駅）→ |
| P プラットホーム階 | 島式ホーム、到着番線に応じた側のドアが開く | |
| P プラットホーム階 | 1番線                                      | 朝ラッシュ：インウッド-207丁目駅行き（ビーチ105丁目駅）→ ブロード・チャンネル駅行き（ビーチ105丁目駅）→ |
| P プラットホーム階 | 留置線                                     | 客扱なし                                                                                                |
| G                  | 地上階                                     | エントランス/出口                                                                                       |
| G                  | 駅舎                                       | ロビー、改札、駅員詰所、メトロカード自動券売機、警察管区                                                |

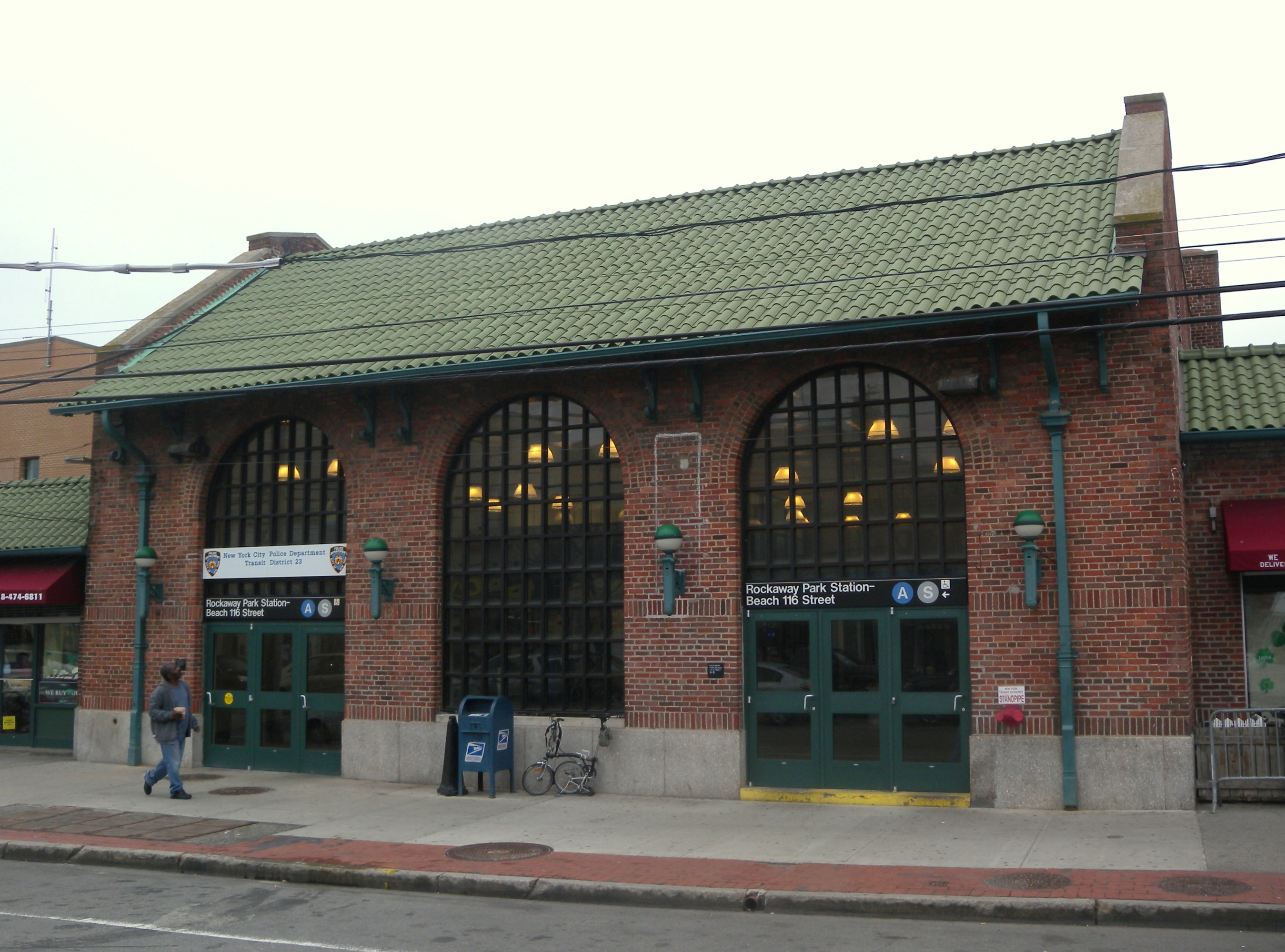
駅舎

ロッカウェイ・パーク-ビーチ116丁目駅は島式ホーム1面2線の地上駅である。線路は駅の西端（路線案内上は南端）の車止めで終わっている。地上駅のため、エレベーターがないがADA対応になっている。駅の両脇にはロッカウェイ・パーク車両基地への引上線がある。駅舎はコンクリート製で窓があり、内壁は合板になっている。駅舎には警察管区が入居している。また、隣接するレストランとの間にエントランスがある。駅舎を調べたところ、ロングアイランド鉄道時代の出札窓口が見つかった。ロングアイランド鉄道時代には、現在留置線になっている部分に低床ホームが設けられていた。一方、現在ホームがある部分はロングアイランド鉄道時代には留置線だった。

## 画像

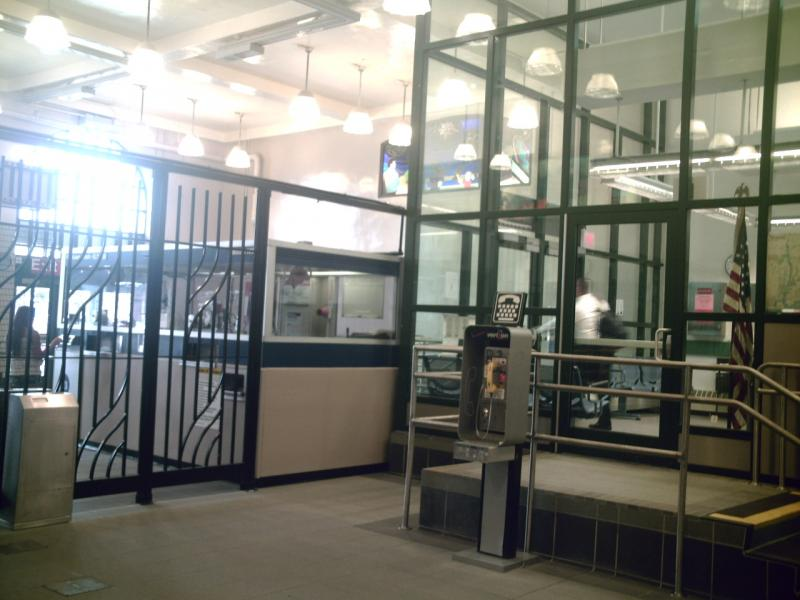
メザニンと警察管区
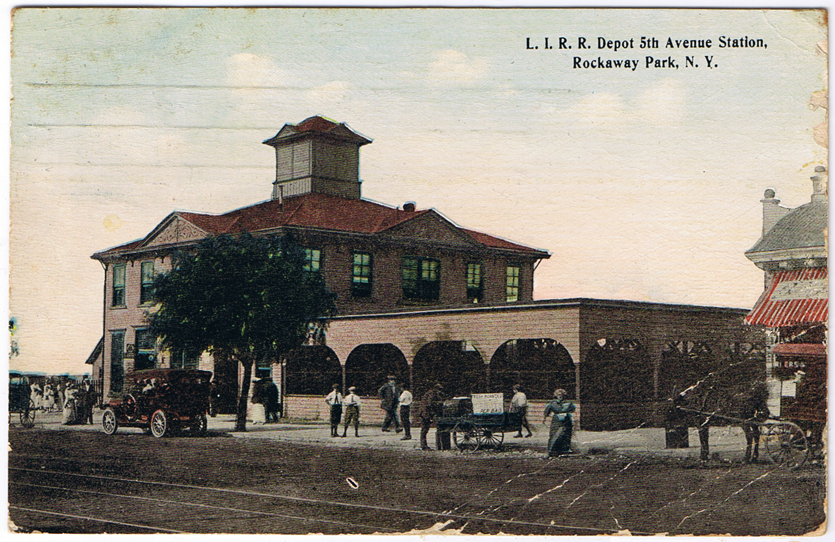
1917年頃の絵葉書
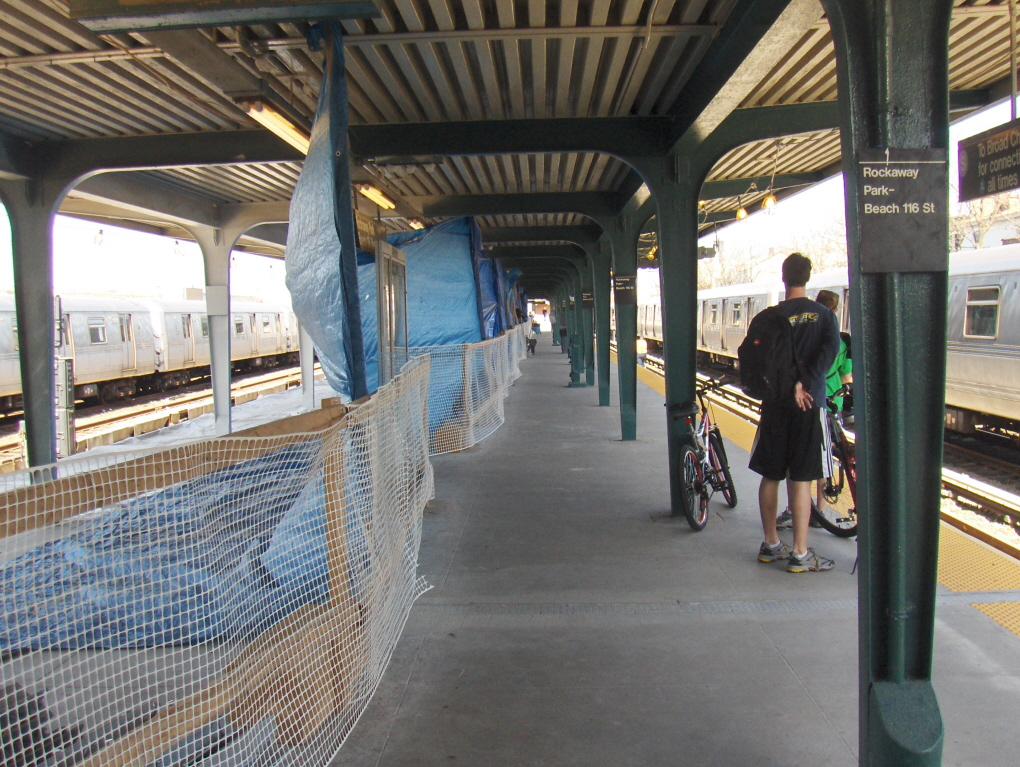
改修工事中のホーム（2007年）